# Torneo de la Liga Pehuajense de fútbol 2012
Liga Pehuajense
El Torneo de la Liga Pehuajense de fútbol 2018, es la edición n.º 66 de la Liga Pehuajense de fútbol, campeonato de 6.ª División del fútbol argentino, clasificatoria al Torneo Regional Amateur 2019.

## Formato de Disputa
- Clasificatorio: Los 20 equipos se dividirán en dos zonas, "A" y "B". Luego de enfrentarán en 18 fechas en formato "todos contra todos". Los cuatro primeros de cada zona, jugarán el Petit Final.

- Petit Final: Los ocho equipos clasificados de la fase anterior, se dividen en dos zonas, "1" y "2", de la siguiente forma:

Zona 1; primero Zona A, segundo Zona B, tercero Zona B, cuarto Zona A.
Zona 2; primero Zona B, segundo zona A, tercero Zona A, cuarto Zona B.
Estos equipos se enfrentarán en seis fechas en formato  "todos contra todos". Los dos primeros de cada zona, se enfrentarán en semifinales.
- Semifinales: Los equipos clasificados del Petit Final, se enfrentarán en dos llaves semifinales de esta forma:

Llave 1; primero Zona 1 vs. segundo Zona 2.
Llave 2; primero zona 2 vs. segundo Zona 1.
Los equipos se enfrentarán en partidos de ida y vuelta, definiendo como local el primero de cada zona. En caso de empate en puntos, se jugará un desempate en cancha neutral, y el ganador de cada llave jugará la Final.
- Final: Los ganadores de las semifinales se enfrentarán a partidos de ida y vuelta. En caso de empate en puntos, se jugará un desempate en cancha neutral, y el ganador será el campeón.

## Equipos
| Equipo                                | Ciudad           | Estadio                | Capacidad |
| ------------------------------------- | ---------------- | ---------------------- | --------- |
| Club Atlético KDT                     | Pehuajó          | Jesús Díaz             | 2.000     |
| Huracán Futbol Club                   | Carlos Tejedor   | Hnos. Garcia           | 2.500     |
| Club Atlético Boca Júnior             | Pehuajó          | Margarita Arrese       | 800       |
| Club Social y Deportivo Independiente | Mones Cazón      | 1.º de Mayo            | 1.500     |
| Club Atlético Mones Cazón             | Mones Cazón      | Juan Bossie            | 1.800     |
| Club Atlético Defensores del Este     | Pehuajó          | Alberto Irigoyen       | 3.000     |
| Club Atlético Estudiantes Unidos      | Pehuajó          | 21 de septiembre       | 2.000     |
| Club Atlético Calaveras               | Pehuajó          | 7 de abril             | 1.500     |
| Fútbol Club Henderson                 | Henderson        | Estadio de Fútbol Club | 1.800     |
| Club Atlético Maderense               | Francisco Madero | Juan Halzague          | 1.500     |
| Club Atlético Juventud Unida          | Henderson        | Demetrio Hernández     | 1.700     |
| Club Deportivo Argentino              | Pehuajó          | Esteban Garré          | 2.000     |
| Club Atlético General San Martín      | Pehuajó          | Nuevo Isidro Pujol     | 2.000     |
| Club Social y Deportivo Unión         | Curarú           | Gregorio Carro         | 1.500     |
| Club Social y Deportivo Progreso      | Juan José Paso   | "Laucha" Constantini   | 1.000     |

## Clasificatorio

### Zona A

#### Posiciones SEXTA DIVISIÓN
| Pos | Equipo      | PJ | PG | PE | PP | GF | GC | Pts |
| --- | ----------- | -- | -- | -- | -- | -- | -- | --- |
| 1º  | KDT         | 8  | 7  | 1  | -  | 19 | 6  | 22  |
| 2º  | Estudiantes | 7  | 6  | -  | 1  | 25 | 3  | 18  |
| 3º  | Defensores  | 8  | 4  | 2  | 2  | 13 | 12 | 14  |
| 4º  | San Martín  | 7  | 4  | -  | 3  | 12 | 11 | 12  |
| 5º  | Deportivo   | 7  | 3  | 1  | 3  | 14 | 7  | 10  |
| 6º  | Maderense   | 7  | 3  | 1  | 3  | 13 | 9  | 10  |
| 7º  | Calaveras   | 7  | 3  | 1  | 3  | 16 | 12 | 10  |
| 8º  | Indep. MC   | 7  | 2  | -  | 5  | 7  | 14 | 6   |
| 9º  | Unión       | 8  | 1  | 1  | 6  | 8  | 21 | 4   |
| 10º | Boca        | 7  | -  | -  | 7  | 2  | 36 | 0   |

||11°||align="left"|Estudiantes B
||0||0||0||0||0||0||0
|}
||12°||align="left"|Juventud
||0||0||0||0||0||0||0
|}

### Zona B

#### Posiciones
| Pos | Equipo        | PJ | PG | PE | PP | PF | GC | Pts |
| --- | ------------- | -- | -- | -- | -- | -- | -- | --- |
| 1º  | Bull Dog      | 8  | 5  | 3  | -  | 30 | 2  | 18  |
| 2º  | Indep. B      | 8  | 5  | 1  | 2  | 30 | 7  | 16  |
| 3º  | Bancario      | 6  | 5  | 1  | -  | 10 | 2  | 15  |
| 4º  | Juventud      | 7  | 4  | -  | 3  | 18 | 7  | 12  |
| 5º  | Atlético U    | 8  | 4  | -  | 4  | 17 | 17 | 12  |
| 6º  | Empleados     | 7  | 3  | 2  | 2  | 9  | 6  | 11  |
| 7º  | Talleres      | 7  | 3  | 1  | 3  | 11 | 9  | 10  |
| 8º  | Balompié      | 7  | 3  | 1  | 3  | 11 | 10 | 10  |
| 9°  | Fútbol Club   | 7  | 2  | 2  | 3  | 12 | 4  | 8   |
| 10º | Estudiantes B | 8  | 2  | 1  | 5  | 10 | 18 | 7   |
| 11° | Pirovano      | 7  | 1  | -  | 6  | 2  | 43 | 3   |
| 12° | Argentino     | 6  | -  | -  | 6  | 1  | 34 | 0   |

## Petit Final

### Zona 1

#### Posiciones
| Pos | Equipo      | PJ | PG | PE | PP | PF | GC | Pts |
| --- | ----------- | -- | -- | -- | -- | -- | -- | --- |
| 1º  | Defensores  | 6  | 4  | 0  | 2  | 11 | 7  | 12  |
| 2º  | Estudiantes | 6  | 3  | 1  | 2  | 8  | 6  | 10  |
| 3º  | Juventud U  | 6  | 2  | 1  | 3  | 8  | 10 | 7   |
| 4º  | KDT         | 6  | 1  | 2  | 3  | 8  | 12 | 5   |

### Zona 2

#### Posiciones
| Pos | Equipo    | PJ | PG | PE | PP | PF | GC | Pts. |  |
| --- | --------- | -- | -- | -- | -- | -- | -- | ---- |  |
| 1º  | Balompié  | 6  | 4  | 0  | 2  | 9  | 7  | 12   |  |
| 2º  | Deportivo | 6  | 3  | 2  | 1  | 12 | 5  | 11   |  |
| 3º  | Indep. B  | 6  | 3  | 2  | 1  | 8  | 4  | 11   |  |
| 4º  | Empleados | 6  | 0  | 0  | 6  | 2  | 15 | 0    |  |

## Semifinales
| Estudiantes Unidos | 1-0 | Balompié Bolívar   | 21 de septiembre | 25 de noviembre | 14:45 |
| Balompié Bolívar   | -   | Estudiantes Unidos | Alem             | 2 de diciembre  | 18:00 |

| Deportivo Argentino | 2-2 | Defensores del Este | José Esteban Garré | 25 de noviembre | 14:45 |
| Defensores del Este | 2-0 | Deportivo Argentino | Alberto Irigoyen   | 2 de diciembre  | 16:00 |

## Final
| - |   |
| - | - |
| - |   |
| - | - |
| - |   |
| - | - |

### Goleadores
| Pos | Jugador               | Equipo                | Goles |
| --- | --------------------- | --------------------- | ----- |
| 1º  | Juan Martín Tallarico | Deportivo Argentino   | 23    |
| 2º  | Facundo Iriarte       | Balompié Bolívar      | 16    |
| 3º  | Martín Troncoso       | Independiente Bolívar | 15    |